# Campeonato Alemán de Fútbol 1926
El Campeonato Alemán de Fútbol 1926 fue la 19.ª edición de dicho torneo.

## Fase final

### Octavos de final
- Fortuna Leipzig 2-0 FC Bayern Múnich
- FSV Frankfurt 2-1 BV Altenessen
- Duisburger SpV 1-3 Hamburgo SV
- Hertha BSC 4-0 VfB Königsberg
- Holstein Kiel 8-2 SC Stettin
- VfR Köln 1-2 Norden-Nordwest Berlin
- SC Breslau 08 1-0 Dresdner SC
- SpVgg Fürth 5-0 Viktoria Forst

### Cuartos de final
- Hamburgo SV 6-2 Fortuna Leipzig
- Hertha BSC 8-2 FSV Frankfurt
- Norden-Nordwest Berlin 0-4 Holstein Kiel
- SpVgg Fürth 4-0 SC Breslau 08

### Semifinales
- Hertha BSC 4-2 Hamburgo SV
- SpVgg Fürth 3-1 Holstein Kiel

### Final
| SpVgg Fürth | 4 – 1 | Hertha BSC |

|                               |
| Campeón SpVgg Fürth 2° título |